# 교방초등학교
교방초등학교는 대한민국 경상남도 창원시에 있는 공립 초등학교이다.

## 학교 연혁
- 1970.10.23 교방초등학교 개교
- 1980.07.01 씨름부 창단
- 2008.11.07 경상남도교육청지정 혁신복지시범학교 운영보고
- 2009.12.31 교방꿈터(강당) 준공
- 2010.10.05 경남교육청 지정 학생안전강화학교 시설구축
- 2011.03.01 교방영재학급신설 운영
- 2011.09.01 경남교육청지정 주5일제수업 시범운영
- 2011.09.01 교과부요청 학생안전강화 청원경찰 정책연구학교 운영(2년간)
- 2012.03.01 교과부 지정 교육복지우선지원학교(B형) 운영
- 2012.03.01 경남교육청 지정 365 온종일엄마품 돌봄교실 운영
- 2012.08.31 노후화된 시설교체 및 안전시설 보완
- 2013.03.01 기초학력 책임지도 지역중심학교 운영
- 2014.09.01 제23대 김경숙 교장 선생님 취임
- 2015.02.13 제45회 졸업식(졸업생 113명, 총 14,169명)
- 2015.03.02 32(1)학급 편성, 1학년 신입생 141명 입학

## 참고 자료
- 교방초등학교 - 한국교육학술정보원 학교알리미